# Julio Anguita
Julio Anguita González (Fuengirola, 21 novembre 1941 – Cordova, 16 maggio 2020) è stato un politico spagnolo di orientamento comunista. Sindaco di Cordova tra il 1979 e il 1986, è stato poi coordinatore della Sinistra Unita (Izquierda Unida) tra l'89 e il '99.

## Biografia
Proveniente da una famiglia di militari, volle rompere con la tradizione familiare studiando e diplomandosi in Storia all'Università di Barcellona.
Lavorò come insegnante e, nel 1972, entrò a far parte del Partito Comunista di Spagna.
Nel 1979 fu eletto sindaco di Cordova con una netta maggioranza di voti. Nel 1983 fu rieletto ma nel 1986 rifiutò di continuare la carriera da sindaco e si candida con Sinistra Unita al governo regionale, ottenendo il 18% di voti. Nel 1988 divenne segretario del partito e leader nel 1989.
Dopo vari problemi cardiovascolari, nel 2000, lasciò la candidatura di presidente a Francisco Frutos. Il 22 aprile 2008 tornò sulla scena politica nazionale inviando al Comitato Federale del Partito Comunista Spagnolo un documento in cui sosteneva la necessità di "rifondare" Sinistra Unita.
È scomparso nel maggio 2020 all'età di 78 anni, una settimana dopo aver subito un arresto cardiaco.

## Opere
- Julio Anguita e Juan Carlos Monedero, Conversaciones entre Julio Anguita y Juan Carlos Monedero, Más Madera a dos voces, Madrid, Icaria, 2013, ISBN 9788498885286.